# Liste der Nummer-eins-Hits in Argentinien (2011)
Diese Liste der Nummer-eins-Hits basiert auf den offiziellen wöchentlichen Top-20-Popalbumcharts der Cámara Argentina de Productores de Fonogramas y Videogramas (CAPIF), der argentinischen Landesgruppe der IFPI, im Jahr 2011.

## Alben
| ← 2010 ← | Liste der Nummer-eins-Hits in Argentinien | Liste der Nummer-eins-Hits in Argentinien | Liste der Nummer-eins-Hits in Argentinien | 2012 → |
| \| Zeitraum \| Wo. ges. \| Interpret \| Titel \| Zusätzliche Informationen \| \| (Zeitraum, Wochen auf Platz eins, Interpret, Titel, zusätzliche Informationen) \| \| \| \| \| \| ------------------------------------------------------------------------------ \| -------- \| -------------------------------- \| ------------------------------- \| -------------------------------------------------------------------------------------------------------------------------------------------------------------------------------------------------------------------------- \| \| 26. Dezember 2010 – 1. Januar 2011 1 Woche \| 1 \| Yes \| Close to the Edge \| – \| \| 2. Januar 2011 – 8. Januar 2011 1 Woche \| 1 \| Verschiedene Interpreten \| Verano 2011 \| Ein Dance-Sampler mit David Guetta, Edward Maya, Inna und anderen zum argentinischen Sommer 2011 \| \| 9. Januar 2011 – 15. Januar 2011 1 Woche \| 1 \| U2 \| No Line on the Horizon \| Das Album gibt es bereits seit 2009, die zugehörige U2-360°-Welttour machte im April 2011 Station in Argentinien \| \| 16. Januar 2011 – 22. Januar 2011 1 Woche (insgesamt 2) \| 2 \| Pink Floyd \| The Wall \| – \| \| 23. Januar 2011 – 29. Januar 2011 1 Woche (insgesamt 5) \| 5 \| Ricky Martin \| Música + alma + sexo \| Mehr als fünf Jahre waren seit seinem letzten Studioalbum vergangen und während in Lateinamerika der Erfolg des Puerto-Ricaners ungebrochen ist, war das Album in Europa ein Flop \| \| 30. Januar 2011 – 5. Februar 2011 1 Woche (insgesamt 8) \| 8 \| Marco Antonio Solís \| En total plenitud \| – \| \| 6. Februar 2011 – 12. Februar 2011 1 Woche (insgesamt 5) \| 5 \| Ricky Martin \| Música + alma + sexo \| – \| \| 13. Februar 2011 – 19. Februar 2011 1 Woche \| 1 \| Roxette \| Charm School \| – \| \| 20. Februar 2011 – 26. Februar 2011 1 Woche \| 1 \| Justin Bieber \| Never Say Never \| – \| \| 27. Februar 2011 – 5. März 2011 1 Woche (insgesamt 3) \| 3 \| Shakira \| Sale el sol \| – \| \| 6. März 2011 – 12. März 2011 1 Woche \| 1 \| Las Pelotas \| Vivo \| Nach dem Bruch mit dem Sänger Ende der 2000er zeigte das erste Livealbum, dass die argentinische Rockband nach wie vor sehr populär ist \| \| 13. März 2011 – 19. März 2011 1 Woche (insgesamt 8) \| 8 \| Marco Antonio Solís \| En total plenitud \| – \| \| 20. März 2011 – 26. März 2011 1 Woche \| 1 \| The Strokes \| Angles \| Argentinien war eines der wenigen Länder, in denen es die US-Rockband bis ganz an die Spitze brachte \| \| 27. März 2011 – 2. April 2011 1 Woche (insgesamt 3) \| 3 \| Shakira \| Sale el sol \| – \| \| 3. April 2011 – 16. April 2011 2 Wochen \| 2 \| Maná \| Drama y luz \| – \| \| 17. April 2011 – 23. April 2011 1 Woche \| 1 \| Justin Bieber \| Phone Sock (Ampliux) \| – \| \| 24. April 2011 – 30. April 2011 1 Woche \| 1 \| Verschiedene Interpreten \| I Love Dance 2011 \| – \| \| 1. Mai 2011 – 7. Mai 2011 1 Woche (insgesamt 2) \| 2 \| Juanes \| P.A.R.C.E. \| – \| \| 8. Mai 2011 – 14. Mai 2011 1 Woche \| 1 \| Andrés Calamaro \| Salmonalipsis Now \| Mit El salmón machte der spanische Popmusiker 2000 eine rekordverdächtige Veröffentlichung: 103 Lieder brachte er auf fünf CDs heraus. Die Doppel-CD Salmonalipsis Now enthält 49 dieser Lieder plus fünf neue Aufnahmen \| \| 15. Mai 2011 – 21. Mai 2011 1 Woche \| 1 \| Babasónicos \| A propósito \| Das zehnte Studioalbum einer der erfolgreichsten argentinischen Rockbands \| \| 22. Mai 2011 – 28. Mai 2011 1 Woche \| 1 \| Lady Gaga \| Born This Way \| – \| \| 29. Mai 2011 – 4. Juni 2011 1 Woche (insgesamt 5) \| 5 \| Ricky Martin \| Música + alma + sexo \| – \| \| 5. Juni 2011 – 11. Juni 2011 1 Woche (insgesamt 3) \| 3 \| Shakira \| Sale el sol \| – \| \| 12. Juni 2011 – 18. Juni 2011 1 Woche (insgesamt 2) \| 2 \| Franco de Vita \| Franco de Vita en primera fila \| Der Musiker aus Venezuela machte diese Liveaufnahme für die Sony-Music-Reihe En primera fila („in der ersten Reihe“); das Album erhielt zwei Latin Grammys \| \| 19. Juni 2011 – 25. Juni 2011 1 Woche (insgesamt 5) \| 5 \| Ricky Martin \| Música + alma + sexo \| – \| \| 26. Juni 2011 – 2. Juli 2011 1 Woche \| 1 \| Piñón Fijo \| Piñón Fijo en el Teatro Coliseo \| Der argentinische Spaßmacher und Sänger nahm dieses Album bei einem Auftritt im Teatro Coliseo in der Hauptstadt Buenos Aires auf \| \| 3. Juli 2011 – 23. Juli 2011 3 Wochen \| 3 \| Teen Angels \| Teen Angels 5 \| Die Band aus der Daily Soap Casi ángeles überlebte die vier Jahre lang ausgestrahlte Jugendserie, ein halbes Jahr nach der letzten Folge erschien das fünfte Album in fünf Jahren \| \| 24. Juli 2011 – 30. Juli 2011 1 Woche \| 1 \| Take That \| Progressed \| Das Wiedervereinigungsalbum Progress der britischen Boygroup mit Robbie Williams erschien bereits Ende 2010, in Argentinien war nur die erweiterte Version mit acht zusätzlichen Songs erfolgreich \| \| 31. Juli 2011 – 6. August 2011 1 Woche (insgesamt 8) \| 8 \| Marco Antonio Solís \| En total plenitud \| – \| \| 7. August 2011 – 13. August 2011 1 Woche \| 1 \| Supertorpe \| Supertorpe \| Das Soundtrackalbum zur argentinischen Comedy-Soap um Poli Truper mit den übernatürlichen Kräften, genannt „Súper Truper“, der sich unter Stress allerdings als Tölpel (torpe) erweist \| \| 14. August 2011 – 20. August 2011 1 Woche \| 1 \| Axel \| Un nuevo sol \| Das sechste Album des argentinischen Cantautors \| \| 21. August 2011 – 27. August 2011 1 Woche (insgesamt 5) \| 5 \| Ricky Martin \| Música + alma + sexo \| – \| \| 28. August 2011 – 3. September 2011 1 Woche \| 1 \| Red Hot Chili Peppers \| I’m with You \| – \| \| 4. September 2011 – 10. September 2011 1 Woche \| 1 \| The Beatles \| 1 \| Die Zusammenstellung der Nummer-eins-Hits der Fab Four erschien ursprünglich 2000 \| \| 11. September 2011 – 17. September 2011 1 Woche (insgesamt 2) \| 2 \| Franco de Vita \| Franco de Vita en primera fila \| – \| \| 18. September 2011 – 24. September 2011 1 Woche \| 1 \| Los Cafres \| El paso gigante \| Seit 15 Jahren veröffentlicht die argentinische Reggaeband ihre Alben \| \| 25. September 2011 – 15. Oktober 2011 3 Wochen (insgesamt 6) \| 6 \| Ricardo Arjona \| Independiente \| Nur ein Jahr nach dem letzten Nummer-eins-Album veröffentlichte der Cantautor aus Guatemala sein nächstes Platinalbum, Independiente kehrte 2012 und 2013 noch einmal an die Chartspitze zurück \| \| 16. Oktober 2011 – 5. November 2011 3 Wochen \| 3 \| Coldplay \| Mylo Xyloto \| – \| \| 6. November 2011 – 12. November 2011 1 Woche \| 1 \| Julio Iglesias \| Julio Iglesias, Volumen 1 \| Eine Doppel-CD mit Hits, Duetten und Neuaufnahmen des Superstars, die außerhalb der spanischsprachigen Welt wenig Beachtung fand \| \| 13. November 2011 – 19. November 2011 1 Woche (insgesamt 4) \| 4 \| Justin Bieber \| Under the Mistletoe \| Es war das dritte Mal, dass Justin Bieber in diesem Jahr auf Platz 1 stand. Das Weihnachtsalbum des kanadischen Teenieschwarms verkaufte sich in Argentinien von November bis Ende Januar spitze. \| \| 20. November 2011 – 26. November 2011 1 Woche \| 1 \| Viejas Locas \| Contra la pared \| Die argentinischen Bluesrocker waren in den 90er Jahren erfolgreich gewesen und hatten sich 2000 getrennt. 2009 fanden die „Verrückten Alten“ wieder zusammen und mit ihrem Comeback-Album auch wieder in die Erfolgsspur. \| \| 27. November 2011 – 3. Dezember 2011 1 Woche (insgesamt 3) \| 3 \| Michael Bublé \| Christmas \| Ein zweiter Kanadier mit einem zweiten Weihnachtsalbum, aber einer ganz anderen Musikrichtung stand in Argentinien ebenfalls an der Chartspitze \| \| 4. Dezember 2011 – 10. Dezember 2011 1 Woche \| 1 \| Shakira \| En vivo desde París \| Das Livealbum, das im Juni im Palais Omnisports aufgezeichnet worden war, war in Argentinien das dritte Nummer-eins-Album in zwei Jahren für die Kolumbianerin \| \| 11. Dezember 2011 – 17. Dezember 2011 1 Woche (insgesamt 3) \| 3 \| Michael Bublé \| Christmas \| – \| \| 18. Dezember 2011 – 24. Dezember 2011 1 Woche (insgesamt 4) \| 4 \| Justin Bieber \| Under the Mistletoe \| – \| \| 25. Dezember 2011 – 31. Dezember 2011 1 Woche \| 1 \| Silvio Rodríguez y Pablo Milanés \| En vivo en Argentina \| Eine Live-Doppel-CD der beiden kubanischen Musiker, die bereits 1984 kurz nach dem Ende der Diktatur gemeinsam in Argentinien aufgetreten waren \| |                                           |                                           |                                           | |
| ← 2010 |                                           |                                           |                                           | → 2012 → |
| Zeitraum | Wo. ges.                                  | Interpret                                 | Titel                                     | Zusätzliche Informationen |
| (Zeitraum, Wochen auf Platz eins, Interpret, Titel, zusätzliche Informationen) |                                           |                                           |                                           | |
| 26. Dezember 2010 – 1. Januar 2011 1 Woche | 1                                         | Yes                                       | Close to the Edge                         | – |
| 2. Januar 2011 – 8. Januar 2011 1 Woche | 1                                         | Verschiedene Interpreten                  | Verano 2011                               | Ein Dance-Sampler mit David Guetta, Edward Maya, Inna und anderen zum argentinischen Sommer 2011 |
| 9. Januar 2011 – 15. Januar 2011 1 Woche | 1                                         | U2                                        | No Line on the Horizon                    | Das Album gibt es bereits seit 2009, die zugehörige U2-360°-Welttour machte im April 2011 Station in Argentinien |
| 16. Januar 2011 – 22. Januar 2011 1 Woche (insgesamt 2) | 2                                         | Pink Floyd                                | The Wall                                  | – |
| 23. Januar 2011 – 29. Januar 2011 1 Woche (insgesamt 5) | 5                                         | Ricky Martin                              | Música + alma + sexo                      | Mehr als fünf Jahre waren seit seinem letzten Studioalbum vergangen und während in Lateinamerika der Erfolg des Puerto-Ricaners ungebrochen ist, war das Album in Europa ein Flop                                          |
| 30. Januar 2011 – 5. Februar 2011 1 Woche (insgesamt 8) | 8                                         | Marco Antonio Solís                       | En total plenitud                         | – |
| 6. Februar 2011 – 12. Februar 2011 1 Woche (insgesamt 5) | 5                                         | Ricky Martin                              | Música + alma + sexo                      | – |
| 13. Februar 2011 – 19. Februar 2011 1 Woche | 1                                         | Roxette                                   | Charm School                              | – |
| 20. Februar 2011 – 26. Februar 2011 1 Woche | 1                                         | Justin Bieber                             | Never Say Never                           | – |
| 27. Februar 2011 – 5. März 2011 1 Woche (insgesamt 3) | 3                                         | Shakira                                   | Sale el sol                               | – |
| 6. März 2011 – 12. März 2011 1 Woche | 1                                         | Las Pelotas                               | Vivo                                      | Nach dem Bruch mit dem Sänger Ende der 2000er zeigte das erste Livealbum, dass die argentinische Rockband nach wie vor sehr populär ist                                                                                    |
| 13. März 2011 – 19. März 2011 1 Woche (insgesamt 8) | 8                                         | Marco Antonio Solís                       | En total plenitud                         | – |
| 20. März 2011 – 26. März 2011 1 Woche | 1                                         | The Strokes                               | Angles                                    | Argentinien war eines der wenigen Länder, in denen es die US-Rockband bis ganz an die Spitze brachte |
| 27. März 2011 – 2. April 2011 1 Woche (insgesamt 3) | 3                                         | Shakira                                   | Sale el sol                               | – |
| 3. April 2011 – 16. April 2011 2 Wochen | 2                                         | Maná                                      | Drama y luz                               | – |
| 17. April 2011 – 23. April 2011 1 Woche | 1                                         | Justin Bieber                             | Phone Sock (Ampliux)                      | – |
| 24. April 2011 – 30. April 2011 1 Woche | 1                                         | Verschiedene Interpreten                  | I Love Dance 2011                         | – |
| 1. Mai 2011 – 7. Mai 2011 1 Woche (insgesamt 2) | 2                                         | Juanes                                    | P.A.R.C.E.                                | – |
| 8. Mai 2011 – 14. Mai 2011 1 Woche | 1                                         | Andrés Calamaro                           | Salmonalipsis Now                         | Mit El salmón machte der spanische Popmusiker 2000 eine rekordverdächtige Veröffentlichung: 103 Lieder brachte er auf fünf CDs heraus. Die Doppel-CD Salmonalipsis Now enthält 49 dieser Lieder plus fünf neue Aufnahmen   |
| 15. Mai 2011 – 21. Mai 2011 1 Woche | 1                                         | Babasónicos                               | A propósito                               | Das zehnte Studioalbum einer der erfolgreichsten argentinischen Rockbands |
| 22. Mai 2011 – 28. Mai 2011 1 Woche | 1                                         | Lady Gaga                                 | Born This Way                             | – |
| 29. Mai 2011 – 4. Juni 2011 1 Woche (insgesamt 5) | 5                                         | Ricky Martin                              | Música + alma + sexo                      | – |
| 5. Juni 2011 – 11. Juni 2011 1 Woche (insgesamt 3) | 3                                         | Shakira                                   | Sale el sol                               | – |
| 12. Juni 2011 – 18. Juni 2011 1 Woche (insgesamt 2) | 2                                         | Franco de Vita                            | Franco de Vita en primera fila            | Der Musiker aus Venezuela machte diese Liveaufnahme für die Sony-Music-Reihe En primera fila („in der ersten Reihe“); das Album erhielt zwei Latin Grammys                                                                 |
| 19. Juni 2011 – 25. Juni 2011 1 Woche (insgesamt 5) | 5                                         | Ricky Martin                              | Música + alma + sexo                      | – |
| 26. Juni 2011 – 2. Juli 2011 1 Woche | 1                                         | Piñón Fijo                                | Piñón Fijo en el Teatro Coliseo           | Der argentinische Spaßmacher und Sänger nahm dieses Album bei einem Auftritt im Teatro Coliseo in der Hauptstadt Buenos Aires auf                                                                                          |
| 3. Juli 2011 – 23. Juli 2011 3 Wochen | 3                                         | Teen Angels                               | Teen Angels 5                             | Die Band aus der Daily Soap Casi ángeles überlebte die vier Jahre lang ausgestrahlte Jugendserie, ein halbes Jahr nach der letzten Folge erschien das fünfte Album in fünf Jahren                                          |
| 24. Juli 2011 – 30. Juli 2011 1 Woche | 1                                         | Take That                                 | Progressed                                | Das Wiedervereinigungsalbum Progress der britischen Boygroup mit Robbie Williams erschien bereits Ende 2010, in Argentinien war nur die erweiterte Version mit acht zusätzlichen Songs erfolgreich                         |
| 31. Juli 2011 – 6. August 2011 1 Woche (insgesamt 8) | 8                                         | Marco Antonio Solís                       | En total plenitud                         | – |
| 7. August 2011 – 13. August 2011 1 Woche | 1                                         | Supertorpe                                | Supertorpe                                | Das Soundtrackalbum zur argentinischen Comedy-Soap um Poli Truper mit den übernatürlichen Kräften, genannt „Súper Truper“, der sich unter Stress allerdings als Tölpel (torpe) erweist                                     |
| 14. August 2011 – 20. August 2011 1 Woche | 1                                         | Axel                                      | Un nuevo sol                              | Das sechste Album des argentinischen Cantautors |
| 21. August 2011 – 27. August 2011 1 Woche (insgesamt 5) | 5                                         | Ricky Martin                              | Música + alma + sexo                      | – |
| 28. August 2011 – 3. September 2011 1 Woche | 1                                         | Red Hot Chili Peppers                     | I’m with You                              | – |
| 4. September 2011 – 10. September 2011 1 Woche | 1                                         | The Beatles                               | 1                                         | Die Zusammenstellung der Nummer-eins-Hits der Fab Four erschien ursprünglich 2000 |
| 11. September 2011 – 17. September 2011 1 Woche (insgesamt 2) | 2                                         | Franco de Vita                            | Franco de Vita en primera fila            | – |
| 18. September 2011 – 24. September 2011 1 Woche | 1                                         | Los Cafres                                | El paso gigante                           | Seit 15 Jahren veröffentlicht die argentinische Reggaeband ihre Alben |
| 25. September 2011 – 15. Oktober 2011 3 Wochen (insgesamt 6) | 6                                         | Ricardo Arjona                            | Independiente                             | Nur ein Jahr nach dem letzten Nummer-eins-Album veröffentlichte der Cantautor aus Guatemala sein nächstes Platinalbum, Independiente kehrte 2012 und 2013 noch einmal an die Chartspitze zurück                            |
| 16. Oktober 2011 – 5. November 2011 3 Wochen | 3                                         | Coldplay                                  | Mylo Xyloto                               | – |
| 6. November 2011 – 12. November 2011 1 Woche | 1                                         | Julio Iglesias                            | Julio Iglesias, Volumen 1                 | Eine Doppel-CD mit Hits, Duetten und Neuaufnahmen des Superstars, die außerhalb der spanischsprachigen Welt wenig Beachtung fand                                                                                           |
| 13. November 2011 – 19. November 2011 1 Woche (insgesamt 4) | 4                                         | Justin Bieber                             | Under the Mistletoe                       | Es war das dritte Mal, dass Justin Bieber in diesem Jahr auf Platz 1 stand. Das Weihnachtsalbum des kanadischen Teenieschwarms verkaufte sich in Argentinien von November bis Ende Januar spitze.                          |
| 20. November 2011 – 26. November 2011 1 Woche | 1                                         | Viejas Locas                              | Contra la pared                           | Die argentinischen Bluesrocker waren in den 90er Jahren erfolgreich gewesen und hatten sich 2000 getrennt. 2009 fanden die „Verrückten Alten“ wieder zusammen und mit ihrem Comeback-Album auch wieder in die Erfolgsspur. |
| 27. November 2011 – 3. Dezember 2011 1 Woche (insgesamt 3) | 3                                         | Michael Bublé                             | Christmas                                 | Ein zweiter Kanadier mit einem zweiten Weihnachtsalbum, aber einer ganz anderen Musikrichtung stand in Argentinien ebenfalls an der Chartspitze                                                                            |
| 4. Dezember 2011 – 10. Dezember 2011 1 Woche | 1                                         | Shakira                                   | En vivo desde París                       | Das Livealbum, das im Juni im Palais Omnisports aufgezeichnet worden war, war in Argentinien das dritte Nummer-eins-Album in zwei Jahren für die Kolumbianerin                                                             |
| 11. Dezember 2011 – 17. Dezember 2011 1 Woche (insgesamt 3) | 3                                         | Michael Bublé                             | Christmas                                 | – |
| 18. Dezember 2011 – 24. Dezember 2011 1 Woche (insgesamt 4) | 4                                         | Justin Bieber                             | Under the Mistletoe                       | – |
| 25. Dezember 2011 – 31. Dezember 2011 1 Woche | 1                                         | Silvio Rodríguez y Pablo Milanés          | En vivo en Argentina                      | Eine Live-Doppel-CD der beiden kubanischen Musiker, die bereits 1984 kurz nach dem Ende der Diktatur gemeinsam in Argentinien aufgetreten waren                                                                            |